# Thomas Schelling
Thomas Crombie Schelling, född 14 april 1921 i Oakland, Kalifornien, död 13 december 2016 i Bethesda, Maryland, var en amerikansk nationalekonom och professor i utrikespolitik, nationell säkerhet, kärnvapenstrategi och vapenkontroll vid University of Maryland, College Park School of Public Policy. Han belönades med Sveriges Riksbanks pris i ekonomisk vetenskap till Alfred Nobels minne 2005 tillsammans med Robert Aumann) för att "ha fördjupat vår förståelse av konflikt och samarbete genom spelteoretisk analys".
I boken Micromotives and Macrobehavior (1978) utvecklar han en matematisk modell för hur fördomar (motvilja att bo granne med folk ur andra grupper) hos invånarna i en stad leder till bostadssegregation, en uppdelning med olika folkgrupper i varsitt bostadsområde, och att det krävs ganska lindriga nivåer av sådana fördomar för att uppnå en kritisk punkt (tipping point).